# Gouzangrez
Gouzangrez é uma comuna francesa na região administrativa da Ilha de França, no departamento do Vale do Oise. Estende-se por uma área de 0.77 km². Em 2010 a comuna tinha 164 habitantes (densidade: 213 hab./km²).